# Heriades orientalis
Heriades orientalis är en biart som beskrevs av Gupta 1987. Heriades orientalis ingår i släktet väggbin, och familjen buksamlarbin. Inga underarter finns listade i Catalogue of Life.